# 法沃罗勒 (索姆省)
法沃罗勒（法語：Faverolles，法語發音：[favʁɔl] ⓘ）是法国上法兰西大区索姆省的一个市镇，位于该省南部偏东，属于蒙迪迪耶区。

## 地理
法沃罗勒（49°38'55"N, 2°37'14"E）面积6.7 平方千米，位于法国上法蘭西大區索姆省，该省份为法国北部沿海省份，北起加来海峡省和北部省，西接滨海塞纳省和大西洋英吉利海峡，南至瓦兹省，东临埃纳省。
与法沃罗勒接壤的市镇（或旧市镇、城区）包括：埃泰尔费、阿桑维莱尔、桑泰尔地区拉布瓦西耶尔、利涅尔、蒙迪迪耶、皮耶讷翁维莱尔。

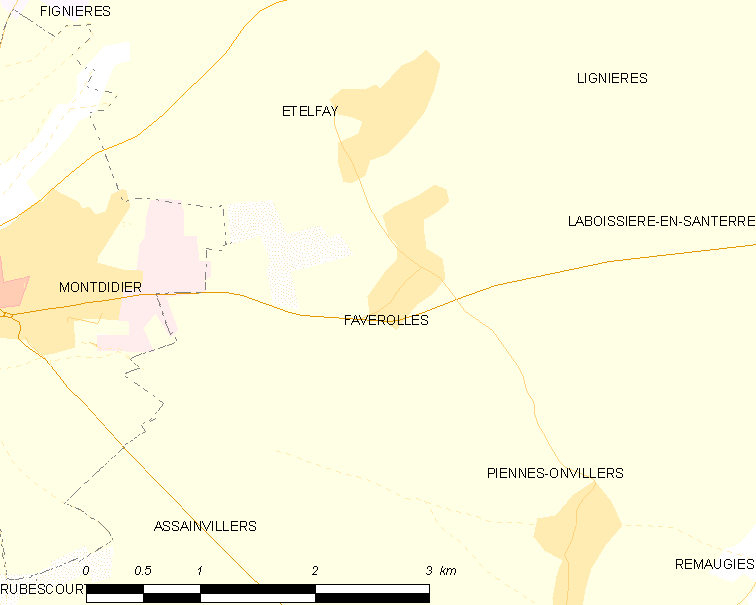
的OSM定位图

法沃罗勒的时区为UTC+01:00、UTC+02:00（夏令时）。

## 行政
法沃罗勒的邮政编码为80500，INSEE市镇编码为80302。

## 政治
法沃罗勒所属的省级选区为鲁瓦县。

## 人口

1962-2008年间人口变化图示

法沃罗勒于2022年1月1日时的人口数量为173人。